# ペッパーフードサービス
株式会社ペッパーフードサービス（英: PEPPER FOOD SERVICE CO.,LTD）は、東京都墨田区に本社を置きいきなり!ステーキなどステーキを中心としたレストランチェーンを運営する外食産業企業。

## 概説
東京・赤坂の山王ホテルから独立した一瀬邦夫が、1970年に向島に開店した「キッチンくに」として創業。1985年には法人化して有限会社くにとなり、「ステーキくに」の店舗展開などを行う。1995年には会社を株式会社に組織変更して、現在の株式会社ペッパーフードサービスとなっている。
現在、主力店舗の「いきなり!ステーキ」のほか、「炭焼ステーキ・くに」、「こだわりとんかつ・かつき亭」なども運営している。「いきなり!ステーキ」は海外展開も行っており、韓国、台湾、シンガポール、中国、インドネシア、オーストラリア、タイ、フィリピン、マレーシアなどにも進出している。
以前は「ペッパーランチ」を直轄で運営していたが、ペッパーフードサービスが2020年6月1日に新設分割で設立した株式会社JPへ運営が移管され、同年8月31日付けで同社は株式会社ホットパレットへ社名変更するとともに、ペッパーフードサービス傘下から離脱した。

## 展開店舗ブランド
- いきなり!ステーキ
- 炭焼ステーキ・くに
- こだわりとんかつ・かつき亭（とんかつ専門店）

### かつて存在した店舗ブランド
- ペッパーランチ
- ペッパーランチ・ダイナー
- 炭焼ビーフハンバーグ&ステーキくに
- 92'S
- 東京634バーグ
- 牛たん仙台なとり
- 武蔵ハンバーグ
- CABステーキ
- Prime42 by nebraska farms
- アメリカンキッチン
- 太陽の家族くに　ステーキ＆ハンバーグ　満腹サラダバー
- 皆様の台所 キッチンくに
- 俺のホルモンくに衛門
- こだわりとんかつ・かつ邦 - とんかつ専門店
- ステファングリル - 2009年、モスフードサービスより譲渡
- 焼き牛丼屋 - 焼き牛丼店の業態で2008年4月7日に1号店[4]を開業して複数店舗を出店したが、数年で撤退した。
- アラモアナカフェ

## 沿革
- 1970年（昭和45年）2月 -「キッチンくに」を向島にて創業。
- 1985年（昭和60年）10月 - 有限会社くにを設立。
- 1987年（昭和62年）11月 -「ステーキくに」両国店を開店。
- 1994年（平成6年）
  - 7月 -「ペッパーランチ」FC1号店として、大船店を開店（通算1号店）。
  - 9月 - 「ペッパーランチ」直営1号店として、浅草店を開店（通算2号店）。
- 1995年（平成7年）8月 - 有限会社くにを株式会社ペッパーフードサービスに組織変更。
- 1997年（平成9年）9月 -「ステーキくに」吾妻橋店を業態変更し、とんかつ専門店「かつき亭」とした。
- 2000年（平成12年）5月 - ジェイアール東日本フードビジネス（ジェフビー）がFC契約。
- 2001年（平成13年）
  - 2月 - 日本フードサービス協会正会員となる。
  - 4月 - 日本フランチャイズチェーン協会正会員となる。
- 2003年（平成15年）
  - 3月 -「ペッパーランチ」フードコート1号店を川越市に出店。
  - 11月 - ソウルに韓国1号店を開店。
- 2005年（平成17年）
  - 5月 - 台湾の台北に出店。
  - 6月 - 「ペッパーランチ」が農林水産大臣賞「新規業態開発部門」賞を受賞。
  - 7月 - シンガポールに1号店出店。
  - 11月30日 - 「キッチンくに」が一旦休業する。
  - 12月 - 北京に中国1号店を開店。
- 2006年（平成18年）
  - 8月21日 - 東京証券取引所マザーズ市場への上場が承認される。
  - 9月21日 - 東京証券取引所マザーズ市場上場。
- 2007年（平成19年）5月17日 - 同社が経営するステーキチェーン店「ペッパーランチ心斎橋店」にて不祥事（詳細節を参照）があり、事件が報じられると株価がストップ安となった。
- 2010年（平成22年）2月22日 - 第三者割当増資を行ったが、6420株中4422株を引き受ける予定であった投資事業有限責任組合から払い込みがなされず失権。その後、継続企業の前提に関する事項の注記がなされる事態となる。
- 2012年（平成24年）
  - 2月13日 - 2011年12月期決算で最終損益が黒字に転換。継続企業の前提に関する事項の注記を解消[5]。
  - 7月11日 - 新株予約権の行使により、エスフーズが第二位株主となる[6]。
  - 9月15日 - UENO3153にペッパーランチの新業態と位置付けされた「ペッパーランチダイナー」を出店。
- 2013年（平成25年）
  - 2月12日 - 業界初となる真夜中のステーキ宅配を開始。
  - 3月1日 - 秋葉原ヨドバシAKIBA店でメイドが料理提供をするペッパーランチダイナーの2店舗目を出店。
  - 3月29日 - 他社ブランドとのコラボレーションとして「燻製カレーくんかれ」をペッパーランチダイナー上野店で提供。
  - 4月18日 - 牛タン専門店「牛たん仙台なとり」を東久留米市に出店。
  - 6月25日 - ハンバーガー＆パンケーキの新業態「アメリカンキッチン」をアリオ上尾に出店。
  - 7月12日 - ハウステンボスにペッパーランチダイナーの4店舗目を出店。ハウステンボスの澤田社長が同社海外戦略担当顧問に就任し、当社の一瀬社長がハウステンボスの飲食部門顧問に就任する形で連携を発表。
  - 12月5日 - 新業態として立食形式のステーキの量り売りの店舗「いきなり!ステーキ」を銀座に出店。
- 2017年（平成29年）
  - 5月1日 - 市場選択制度により東京証券取引所第2部へ市場変更。
  - 8月15日 - 東京証券取引所第1部へ昇格[7][8]。
- 2018年（平成30年）9月27日 - NASDAQに上場。米国預託証券によるもので、日本の外食産業としては初のNASDAQ上場となる[9][10]。
- 2019年（平成31年/令和元年）
  - 2月14日 - 赤字転落によりニューヨーク市内に展開する11店舗中7店舗の閉店を発表[11]。
  - 7月18日 - 米国NASDAQ市場への上場を廃止[2][12]。理由は、米国子会社の業績不振およびNASDAQ市場での取扱高の低迷により上場を維持する合理性が失われたこととされた。上場期間は10ヶ月と短いものであった。
- 2020年（令和2年）
  - 6月1日 - 「ペッパーランチ」事業を新設分割で設立した株式会社JPへ移管[13][14]。
  - 7月3日 - いきなり!ステーキを中心に計188店を閉鎖させ、希望退職者を募集。アメリカの子会社については連邦破産法による精算を申請し、撤退することを発表[15]。
  - 8月31日 - 株式会社JPの全株式を、投資ファンドJ-STAR傘下のPLHD株式会社へ85億円で売却[16]。
- 2022年（令和4年）8月12日 - 業績不振を理由として一瀬邦夫が社長辞任を発表。後任は一瀬の息子であり副社長の一瀬健作[17]。
- 2023年（令和5年）10月20日 - 東京証券取引所における市場区分をスタンダード市場へ変更。

## 主な不祥事・事件

### 強姦拉致事件
2007年5月9日、同社のフランチャイジーが経営していたステーキチェーン店「ペッパーランチ心斎橋店」において、同店の店長と店員が店内に女性客が一人になったところで店のシャッターを閉め、用意していたスタンガンで女性客を脅して睡眠薬を飲ませて眠らせて拉致し、大阪府の南部の泉佐野市に用意していた車庫へ連れて行って監禁し、性的暴行を加えるという強姦拉致事件を起こした。強姦後店長と店員が店に出勤するため車庫を出ると、その隙に拉致された女性は自力で脱出した。事件発生から一週間後の16日に大阪府警が店長と店員を逮捕、同日の読売新聞のスクープで初めて明るみに出た。事件の現場となった心斎橋店はその後、この事件の影響により閉店した。

### 暴行事件
同社が展開していたステーキチェーン店「ペッパーランチ」巣鴨店で同店の店長が2007年12月18日、アルバイト募集などを行う求人広告会社の男性社員を殴り、1週間の軽傷を負わせた疑いで2008年3月4日に逮捕された。巣鴨店は店長の逮捕前日にFC契約を解除されていた。求人広告会社は店長が女性担当者に「付き合ってくれ」などと言い寄ったりしたため、前述の強姦拉致事件もあり担当を男性に代えていた。巣鴨店は事件の影響により閉店した。

### 食中毒事件
2009年9月5日の山口県による発表によると、同県防府市の山陽自動車道佐波川サービスエリアにある「ペッパーランチ」店舗において食事をした山口市と広島市、広島県尾道市在住の計4人が、病原性大腸菌O157による食中毒を起こした。この食中毒事件調査の過程において、この他7都府県でも同様の件が発生していることを確認された。「角切りステーキ」をペッパーランチに納入していた大垣食肉供給センター協同組合での加工時に、すでにO157に汚染されていたことが確認されたが、加工整形肉を半生状態で客に供食してはならないことを調理する者に徹底できなかったことが問題視された。事故発生店舗に対する行政処分としての休業も含め全店舗の一時閉鎖後、ステーキ類の調理方法を変更し、生での提供を中止するなどの対策をとった。なおこの事件後、佐波川のペッパーランチ店舗は閉店となった。

### 広告宣伝車による交通死亡事故
2016年5月29日午前11時24分、東京都台東区上野の交差点で、「いきなりステーキ」の広告宣伝車（アドトラック：車種は5tトラック）に60代男性がひかれた。男性は搬送先の病院でまもなく死亡が確認されたため、警視庁はトラック運転手を過失運転致死の疑いで現行犯逮捕した。広告宣伝車はいきなりステーキの宣伝とキャンペーンを目的に、4月25日から5月29日まで東京23区を中心に運行を計画されたイベントだった。宣伝車走行に際して「いきなりトラックを探して」と題し、車の写真をツイッターかインスタグラムに投稿することで「ワイルドステーキ300グラム」が1000人に当たるキャンペーンを実施。ポイントカードを保有していない顧客は、車の写真をペッパーランチ店舗で見せることで、無料でカード入手できるようにするというもの。毎日予定走行ルートをホームページで公開しており、その最終日に死亡事故を起こした。当社は、翌5月30日、社長名で事故は「広告宣伝活動において依頼した広告代理店の委託先のアドトラック」であること、「今後は道路上での広告宣伝活動は一切行わない」とするコメントを発表した。

### ステーキ提供システム事件
2018年10月17日、知的財産高等裁判所は、株式会社ペッパーフードサービスが提起した特許庁長官に対する特許取消決定請求事件において、同社の「ステーキの提供システム」は、特許法上の「発明」に該当すると判断し、その請求を認容する判決をした。当該判決（知財高裁平30年10月17日判決・平成29年(行ケ)第10232号事件）は、いわゆる「ビジネス関連発明」（ビジネスモデル特許）に関する重要判例とされている。